# میکی و آماتورها
میکی و آماتورها (به انگلیسی: Mickey's Amateurs) یک فیلم کوتاه انیمیشن آمریکایی محصول سال ۱۹۳۷ است که توسط استودیو انیمیشن والت دیزنی ساخته شده و توسط یونایتد آرتیستس منتشر شده است. عنوان این کارتون که در ابتدا کنسرت آماتور میکی بود داستان یک نمایش استعدادیابی آماتورها را به میزبانی میکی‌ماوس نمایش می‌دهد. این فیلم کوتاه نودو چهارمین فیلم کوتاه میکی‌موس به کارگردانی پینتو کالویگ، اردمان پنر و والت فایفر انجام شد و اولیور والاس آهنگساز آن می‌باشد. صداپیشه‌های اثر شامل والت دیزنی در نقش میکی، کلارنس نش در نقش دانلد داک، فلورانس گیل به عنوان کلارا کلک، و پینتو کلویگ در نقش پیت و گوفی هستند.  

## یادداشت
1. ↑  Mickey's Amateurs at the Big Cartoon DataBase
2. ↑  Mickey's Amateurs بایگانی‌شده  در ۲۴ آوریل ۲۰۱۶ توسط Wayback Machine at The Encyclopedia of Animated Disney Shorts